# Familia Távora
La familia Távora fue una de las más influyentes del Reino de Portugal. El marqués de Távora, llamado Francisco de Assis de Távora, se casó con su prima, Leonor de Távora, y el mayor de sus hijos, Luís de Távora, era el marido de Teresa de Távora (su tía, hermana de su padre), ella fue la supuesta amante favorita del Rey José I de Portugal. Los escarceos amorosos de Teresa y el Rey, aseguran que fue el motivo-excusa del primer ministro Sebastião de Carvalho, luego Marqués de Pombal, para llevar a juicio a la familia Távora. 
Por tal motivo, al ser Teresa de Távora, confidente del rey y hermana-nuera de Francisco de Assis, condujo a la muerte a casi toda la familia. El marqués y sus hijos, fueron destrozados a golpes en brazos y piernas y posteriormente quemados vivos, atados a ruedas de carro. A Leonor, marquesa de Távora, le cortaron la cabeza. Su cuñada-nuera, Teresa, por ser la íntima del rey, se libró de la muerte, pero por orden real fue encerrada en un convento hasta el día de su muerte. 
Muchos otros componentes de la familia Távora, hermanos, sobrinos, fueron encarcelados en la prisión de Los Bichos en Belém, de Lisboa, durante un tiempo en el que padecieron de hambre, enfermedades y malos tratos. Con el reinado de María, hija de José I, se pudo demostrar la inocencia de la familia Távora y la del duque de Aveiro. El marqués de Pombal fue declarado culpable y desterrado. Se retiró a Pombal, hasta el día de su muerte tras una larga enfermedad infecciosa.
- Datos: Q8960824
- Multimedia: House of Távora / Q8960824